# ليو يين
ليو يين (بالصينية المبسطة: 柳荫)‏ هي لاعبة كرلنغ صينية، ولدت في 19 أغسطس 1981 في هاربن في الصين.

## وصلات خارجية
- ليو يين على موقع الاتحاد الدولي للكرلنغ (الإنجليزية)
- ليو يين على موقع اللجنة الأولمبية الدولية (الإنجليزية)
- ليو يين على موقع أوليمبيديا (الإنجليزية)
- ليو يين على موقع اللجنة الأولمبية الصينية (الإنجليزية)